# Crabbea
- Commons
- Wikispecies

Crabbea Harv., segundo o Sistema APG II, é um gênero botânico da família Acanthaceae.

## Espécies
| - Crabbea acaulis - Crabbea angustifolia - Crabbea cirsioides - Crabbea galpinii - Crabbea hirsuta | - Crabbea kaessneri - Crabbea longipes - Crabbea nana - Crabbea ovalifolia - Crabbea pedunculata | - Crabbea pungens - Crabbea reticulata - Crabbea robusta - Crabbea undulatifolia - Crabbea velutina |

- «Lista das espécies»

## Nome e referências
Crabbea Harv., 1838.

## Classificação do gênero
| Sistema | Classificação                       | Referência            |
| ------- | ----------------------------------- | --------------------- |
| APG II  | Ordem Lamiales, família Acanthaceae | APweb, versão 9, 2008 |